# Trofeo Papà Cervi
Il Trofeo Papà Cervi - Coppa 1º maggio è una corsa in linea di ciclismo su strada che si svolge annualmente a Gattatico, in Italia. La sua denominazione rappresenta un omaggio ad Alcide Cervi, padre dei fratelli Cervi. È classificata come prova di classe 1.12, cioè gara nazionale riservata ad Elite e Under-23.
Organizzata dalla Società Ciclistica Gattatico, nacque nel 1971 come gara per dilettanti: in quegli anni ebbe tra i suoi vincitori ciclisti poi passati al professionismo come Guido Bontempi (1979, 1980), Giovanni Lombardi (1991, 1992) e Djamolidine Abdujaparov (1989). Nel 2012 venne classificata come prova 1.2 e inserita nel calendario dell'Europe Tour, mentre nelle quattro annate seguenti fu declassata per motivi economici a gara aperta ai soli Allievi; dal 2017 è di nuovo gara per Elite/Under-23, prima regionale (1.19) e dal 2019 nuovamente nazionale (1.12). Nelle stagioni 2020 e 2021 non è stato organizzato.

## Albo d'oro
Aggiornato all'edizione 2019.
| Anno    | Vincitore                             | Secondo                               | Terzo                                 |
| ------- | ------------------------------------- | ------------------------------------- | ------------------------------------- |
| 1971    | Marcello Osler                        | Euro Camporesi                        | Riccardo Beloli                       |
| 1972    | Giuliano Dominoni                     | Agostino Bertagnoli                   | Mirco Bernardi                        |
| 1973    | Pietro Algeri                         | Mario Boglia                          | Horst Wagner                          |
| 1974    | Fausto Ruggenini                      | Osvaldo Bettoni                       | Carlos Cardet                         |
| 1975    | Wojciech Matusiak                     | Lev Lichačëv                          | Rudolf Labus                          |
| 1976    | Valerij Lichačëv                      | Claudio Torelli                       | Jiří Prchal                           |
| 1977    | Claudio Torelli                       | Piero Falorni                         | Massimo Manzotti                      |
| 1978    | Silvano Riccò                         | Daniele Folloni                       | Mirko Bernardi                        |
| 1979    | Guido Bontempi                        | Sergej Kopyrin                        | Luigi Trevellin                       |
| 1980    | Guido Bontempi                        | Agostino Gambirasio                   | Flavio Zappis                         |
| 1981    | Carlo Bertaboni                       | Jozep Madis                           | Ercole Borgini                        |
| 1982    | Pavel Mugitskij                       | Angelo Scandiuzzi                     | Ezio Pavesi                           |
| 1983    | Maurizio Rossi                        | Maurizio Conti                        | Alberto Molinari                      |
| 1984    | Vladimir Malachov                     | Oreste Gualazzini                     | Eros Poli                             |
| 1985    | Aleksandr Tarasov                     | Adriano Gemelli                       | Carlo Bertaboni                       |
| 1986    | Walter Brugna                         | Flavio Zanini                         | Andrea Govoni                         |
| 1987    | Riccardo Conti                        | Alberto Destro                        | Giovanni Fidanza                      |
| 1988    | Adriano Lorenzi                       | Giampaolo Miodini                     | Stefano Breme                         |
| 1989    | Djamolidine Abdujaparov               | Giovanni Lombardi                     | Walter Brambilla                      |
| 1990    | Roberto Maggioni                      | Claudio Camin                         | Fausto Bignami                        |
| 1991    | Giovanni Lombardi                     | Alberto Destro                        | Andrea Collinelli                     |
| 1992    | Giovanni Lombardi                     | Alberto Destro                        | Walter Castignola                     |
| 1993    | Maurizio Radaelli                     | Stefano Faustini                      | Luca Colombo                          |
| 1994    | Biagio Conte                          | Mirko Rossato                         | Damiano Masiero                       |
| 1995    | Marino Beggi                          | Salvatore Commesso                    | Alessandro Guerra                     |
| 1996    | Ellis Rastelli                        | Luca Cassiani                         | Simone Simonetti                      |
| 1997    | Mauro Zinetti                         | Leonardo Scarselli                    | Martin Derganc                        |
| 1998    | Denis Bertolini                       | Nicola Gavazzi                        | Giosuè Bonomi                         |
| 1999    | Mauro Furlan                          | Nicola Pavone                         | Francesco Bellotti                    |
| 2000    | Marco Gelain                          | Devid Garbelli                        | Claudio Pizzoferrato                  |
| 2001    | Alessandro Maserati                   | Caleb Manion                          | Luca De Carolis                       |
| 2002    | Vladimir Lobzov                       | Mattia Parravicini                    | Jonathan Davis                        |
| 2003    | Danilo Napolitano                     | Mirco Lorenzetto                      | Enrico Grigoli                        |
| 2004    | Mattia Gavazzi                        | Danilo Napolitano                     | Fabio Masotti                         |
| 2005    | Tiziano Dall'Antonia                  | Erik Solavaggione                     | Manuel Donte                          |
| 2006    | Antonio Bucciero                      | Alexandru Sabalin                     | Adam Pierzga                          |
| 2007    | Bernardo Riccio                       | Michele Merlo                         | Ramon Baldoni                         |
| 2008    | Michele Merlo                         | Andrea Guardini                       | Matteo Busato                         |
| 2009    | Giacomo Nizzolo                       | Rafael Andriato                       | Andrea Palini                         |
| 2010    | Matteo Pelucchi                       | Tomas Alberio                         | Nicola Ruffoni                        |
| 2011    | non disputato                         | non disputato                         | non disputato                         |
| 2012    | Giorgio Bocchiola                     | Carlos Manarelli                      | Matteo Azzolini                       |
| 2013    | Matteo Donegà                         | Federico Turci                        | Emanuele D'Alessandro                 |
| 2014    | Luca Regalli                          | Matteo Donegà                         | Zhang Yong Jive                       |
| 2015    | Pasquale Repino                       | Gianluca Esposito                     | Manuel Barbieri                       |
| 2016    | Gianluca Esposito                     | Gabriele Petrelli                     | Nicolò Codeluppi                      |
| 2017    | Moreno Marchetti                      | Simone Bevilacqua                     | Xhuliano Kamberaj                     |
| 2018    | Leonardo Fedrigo                      | Giovanni Lonardi                      | Enrico Zanoncello                     |
| 2019    | Filippo Tagliani                      | Tommaso Fiaschi                       | Attilio Viviani                       |
| 2020-21 | annullato per la pandemia di COVID-19 | annullato per la pandemia di COVID-19 | annullato per la pandemia di COVID-19 |